# Teucholabis bruneri
Teucholabis bruneri är en tvåvingeart som beskrevs av Alexander 1926. Teucholabis bruneri ingår i släktet Teucholabis och familjen småharkrankar.
Artens utbredningsområde är Kuba. Inga underarter finns listade i Catalogue of Life.